# تشيف زيمر
تشيف زيمر (بالإنجليزية: Chief Zimmer)‏ هو لاعب كرة قاعدة أمريكي، ولد في 23 نوفمبر 1860 في مارييتا في الولايات المتحدة، وتوفي في 22 أغسطس 1949 في كليفلاند في الولايات المتحدة.

## وصلات خارجية
- تشيف زيمر على موقعبيزبول رفرنس.كوم (الدوري الرئيسي) (الإنجليزية)
- تشيف زيمر على موقعبيزبول رفرنس.كوم (الدوري الثانوي) (الإنجليزية)
- تشيف زيمر على موقع جمعية أبحاث البيسبول الأمريكية (الإنجليزية)